# جواو نيتو (لاعب كرة قدم)
جواو نيتو هو لاعب كرة قدم برازيلي، ولد في 27 أغسطس 1991 في جواو بيسوا في البرازيل. لعب مع اتحاد جاراغوا الرياضي.